# 561 (số)
561 (năm trăm sáu mươi mốt)(số La Mã: DLXI)là một số tự nhiên ngay sau số 560 và ngay trước số 562.